# Lourdes, l'hiver
Pour plus de détails, voir Fiche technique et Distribution.
Lourdes, l'hiver est un film français de Marie-Claude Treilhou sorti en 1981.  Il a été intégré à L'Archipel des amours, programme de neuf courts métrages d'auteurs différents sorti en 1983.

## Synopsis
Dans les rues désertes de Lourdes en hiver, un vieil homme a perdu sa femme. Il la retrouve. Cauchemar ou miracle ?

## Fiche technique
- Titre : Lourdes, l'hiver
- Réalisation et scénario : Marie-Claude Treilhou
- Image : Jean-Yves Escoffier
- Son : Jean-Paul Mugel
- Montage : Paul Vecchiali, Frank Mathieu
- Production : Diagonale Films
- Diffusion : Paris Tout Court
- Pays d'origine :  France
- Format : Couleur
- Format de production : 35 mm
- Genre : Comédie dramatique
- Durée : 9 minutes
- Date de sortie : 
  - France : 1981

## Distribution
- Michel Delahaye
- Denise Farchy
- Hervé Favre
- Mathew Lorenceau

## Distinctions
- Prix Jean-Vigo 1982.